# A-ba-ba-ha-la-ma-ha
La Editorial de Iván Malkovych "A-ba-ba-ha-la-ma-ha" es una editorial ucraniana de libros, primera editorial privada para niños fundada en la Ucrania independiente, en Kiev en 1992. Desde 2008 publican libros para todas las edades. Iván Malkovych es un poeta ucraniano y el fundador, director y jefe de redacción que controla completamente el proceso de publicación de cada libro, desde el manuscrito hasta la impresión.

## Historia
El nombre de la editorial proviene de un relato de Iván Frankó "Ciencia escolar de Hryts", en el que los niños aprendían a leer en sílabas la frase: "A-ba-ba-ha-la-ma-ha" ("a baba halamaha", dialecto "halamahaty" - "decir chorradas").
La historia de la editorial "para niños de 2 a 102 años" comenzó con la publicación del abecedario infantil en julio de 1992.
"Al principio no pensé en una editorial, pensé en un libro, en un abecedario, que empezaba por "Ángel", por mis convicciones. No quería que comenzara por "Tiburón" o "Autobús", o cualquier otra cosa. Lo quería exactamente por "Angel"".- Ivan Malkovych.
En 1995, los derechos del libro "Gatito y Gallito" fueron adquiridos por la editorial estadounidense Alfred A. Knopf. Fue la primera vez en la historia de la publicación de libros en Ucrania en que una gran empresa occidental compró una licencia de un editor ucraniano.
Tras el éxito en la Feria Internacional del Libro de Moscú en 2001, donde se vendieron todos sus libros, Malkovych decide comenzar a publicar en Rusia. En 2004 la editorial abre una oficina de representación en Moscú, donde publica libros en ruso con la indicación "Sin derecho de venta en Ucrania".
En 2008, "A-ba-ba-ha-la-ma-ha" publica el primer libro para una audiencia adulta: "Hamlet, Príncipe de Dinamarca", traducido por Yurii Andrukhovych, libro que inmediatamente gana el Gran Premio del concurso de Ucrania "Mejor libro del Foro del Libro de Lviv".
La editorial ha publicado más de 100 títulos de libros con una circulación total de más de 4 millones de copias.
Hoy A-ba-ba-ha-la-ma-ha es una de las editoriales más exitosas del país, cuyos derechos han sido adquiridos por editoriales en 19 países.

## Autores
A-ba-ba-ha-la-ma-ha publica autores destacados del pasado y del presente, tanto ucranianos como extranjeros, en su propia traducción. La editorial cooperó con Yurii Andrukhovych, Mykola Vinhranovskyi, Lina Kostenko, Sashko Dermansky, Maryna y Serhii Diachenko, Andrii Kokotyukha, Vsevolod Nestaiko, Dmytro Pavlychko, Volodymyr Rutkivskyi, Yurii Vynnychuk.
Las traducciones de autores extranjeros para la editorial fueron realizadas por Yurii Andrukhovych, Victor Morozov, Roman Osadchuk, Yevhen Popovych, Yurii Vynnychuk, Valentyn Kornienko, etc.